# Équennes-Éramecourt
Équennes-Éramecourt é uma comuna francesa na região administrativa de Altos da França, no departamento de Somme. Estende-se por uma área de 9,08 km². Em 2010 a comuna tinha 298 habitantes (densidade: 32,8 hab./km²).